# Tianeti
Tianeti (en géorgien : თიანეთი) est une petite ville du centre-est de la Géorgie, dans les montagnes du Caucase.

## Géographie
Tianeti est située dans la partie nord-est de la Géorgie (mkhare de Mtskheta-Mtianeti), sur la rivière Ioni. 
D'après le recensement national de 2014, sa population est de 2 479 habitants. 
Comme le suggèrent les études sur la pauvreté en Géorgie de 2003, le Mtskheta-Mtianeti et le district de Tianeti en particulier sont parmi les plus pauvres régions de Géorgie. En 2003, 63 % de la population de Tianeti vit toujours en dessous du seuil de pauvreté, comparé à 47 % au niveau national. Prenant en considération le fait que depuis 2003 la situation économique de la région ne s'est pas significativement améliorée, on peut supposer que Tianeti est toujours aujourd'hui l'un des districts les plus pauvres de Géorgie. Selon le Ministère du Travail, de la Santé et des Affaires sociales de Géorgie, 14 % des familles de Tianeti en décembre 2008 vivent avec une aide sociale, contrairement à 8 % au niveau national. 

## Histoire
Durant la période soviétique, Tianeti était un centre de « raïon » (district). Plusieurs entreprises manufacturant l'alimentation des usines et des fermes productrices de volaille et de viande fonctionnaient dans le raïon, assurant des opportunités d'emploi pour la population locale. Les infrastructures culturelles, médicales et éducationnelles soviétiques sont également développées durant cette période dans la région.
En 2008, Tianeti est toujours le centre de la municipalité (équivalent contemporain du raïon soviétique) avec deux écoles secondaires, deux maternelles, une école professionnelle, une bibliothèque, un hôpital et un musée ethnographique. Le bureau d'auto-gouvernance de la municipalité, le bureau de poste et la station de police régionale sont aussi situés à Tianeti. Une banque géorgienne a de même un bureau ouvert à Tianeti. Il y a un marché, où la majorité de la population achète sa nourriture, et plusieurs petites épiceries privées. 
Aucune des usines et fermes de la période soviétique ne fonctionne de nos jours, alors qu'aucune nouvelle entreprise n'a été établie. Une petite partie de la population travaille dans les institutions publiques (prétendus « emplois de budget » : écoles, hôpital, municipalité, poste, etc.). Les produits et/ou les salaires provenant des fermes de subsistance contribuent à une partie importante des budgets des foyers locaux). Toutefois, Tianeti manque de terres arables. De plus, le climat est assez extrême dans la région et la terre n'est guère fertile ; la population est parfois incapable de constituer des réserves de nourriture avant l'arrivée de l'hiver.

## Patrimoine architectural
- Ville : église Jebota, musée local,
- nord : forteresse Tskhrakara, forteresse Arkhali, forteresse Molamuri, forteresse Taghlaura, églises diverses, tours diverses, croix de Lasharis, lac Tsodviani, église Kvara, monastère Gareji, chapelle Aoni, forteresse Ochani, forteresse de Damatse...
- sud : église de Zhaléti, église de Kokhis Tsvéri, lac de Stani, Sioni, forteresse de Boghorma, forteresse d'Ertso...
- ouest : églises de Zaridzeebi et Pudznari...

## Proximité
- Tbilissi, Mtskheta, Doucheti
- anciennes régions de Pchavie et Khevsourétie